# Tron (hacker)
Boris Floricic (Berlino Ovest, 8 giugno 1972 – Berlino, 17 ottobre 1998) è stato un hacker tedesco conosciuto anche col nickname Tron, tratto dall'omonimo film.

## Biografia
Divenne famoso a causa delle oscure circostanze della sua morte, circondate da diverse teorie del complotto. Tron, tra le altre cose, riuscì a produrre dei cloni funzionanti delle carte telefoniche tedesche. Più tardi fu condannato a quindici mesi di reclusione per aver rubato un telefono pubblico (a scopo di farci del reverse engineering), ma la sentenza fu sospesa.  Tron è conosciuto anche per la sua tesi di laurea, nella quale presentò il Cryptophone da lui creato: una delle prime implementazioni pubbliche di un telefono con integrata crittazione della voce.
Ma probabilmente il suo reverse engineering più famoso risale alla fine del 1997-inizio 1998, quando produsse un software chiamato "irdeto98" che era in grado in pochi secondi di modificare le carte fornite di accesso condizionato irdeto e poter in questo modo vedere in chiaro tutta la programmazione offerta dalle emittenti satellitari (in special modo Emittenti Tedesche e Italiane) che usavano questo tipo di accesso condizionato. Verso la fine del 2005 e l'inizio del 2006, Tron suscitò di nuovo l'attenzione dei media quando i suoi genitori e Andy Müller-Maguhn (un portavoce del tedesco Chaos Computer Club ma in questo caso agendo per proprio conto) intentarono causa contro la Wikimedia Foundation e il suo capitolo tedesco, dopo aver ripetutamente richiesto invano agli amministratori la rimozione del suo nome proprio. Questa azione portò all'interdizione contro l'uso del dominio tedesco wikipedia.de come redirect per la relativa Wikipedia (dunque disattivato dal 18 gennaio 2006). La sentenza della corte fu ribaltata poco dopo quando un accordo temporaneo fu raggiunto con la corte a Berlino: gli utenti avrebbero potuto usare il link alla versione tedesca di Wikipedia, ospitato negli Stati Uniti.

### Morte
Tron scomparve il 17 ottobre 1998 e fu trovato morto in un parco nel quartiere di Britz a Berlino il 22 ottobre 1998, impiccato a una cintura. La causa della morte fu ufficialmente registrata come "suicidio", ma alcuni dei suoi compagni al Chaos Computer Club, come anche i membri della sua famiglia e alcuni commentatori esterni, hanno sempre ritenuto che Tron fosse stato assassinato. Essi sostengono che le sue attività nell'area del crackare la Pay TV, e il criptare segnali vocali, può aver disturbato gli affari di un'agenzia di spionaggio o del crimine organizzato abbastanza da fornire un movente.
Il giornalista tedesco Burkhard Schröder pubblicò un libro sull'argomento ("Tron - Tod eines Hackers", in italiano "Tron - La morte di un hacker") nel 1999, nel quale presentò il caso in questione. Dato che concluse che Tron si fosse suicidato, l'autore fu aspramente criticato sia dai membri del Chaos Computer Club, che dai genitori del ragazzo. Si sono diffusi una serie di miti e di teorie di complotto riguardo alla sua morte, e il caso fu anche usato come spunto per diverse opere di narrativa.